# Castellaneta
Castellaneta és una localitat i comune italiana de la província de Tàrent, regió de la Pulla, amb 17.196 habitants. És el lloc de naixement del famós actor Rodolfo Valentino.

## Evolució demogràfica[1]
| Gràfica d'evolució de Castellaneta entre 1861 i 2001 |
|                                                      |